# بازتعریف پول
بازتعریف پول یا حذف صفر پول فرایندی است که طی آن ارزش ظاهری اسکناس‌ها یا سکه‌هایی که به عنوان واحد پولی رایج مورد استفاده هستند، تغییر می‌کند. تورم یکی از دلایل بازتعریف پول است، زیرا واحد پولی با تورم بی‌ارزش می‌شود و در نتیجه صفرهای بیشتری در واحد پولی استفاده می‌شود. پس از بازتعریف پول، ممکن است نام جدیدی برای واحد پولی انتخاب شود یا به انتهای نام قبلی لفظ «جدید» اضافه شود. دلایل دیگری هم برای بازتعریف پول وجود دارد که می‌توان به پذیرفتن یک واحد پولی جدید مثلاً یورو اشاره کرد.

## تورم
در زمان‌های تورم، به طور پیوسته قدرت خرید کاهش می‌یابد. به عبارت دیگر، قیمت کالاها و خدمات باید با اعداد بالاتری بیان شود. اگر این اعداد به طور فزاینده‌ای زیاد شوند، این عامل می‌تواند مبادلات روزمره را به دلایل گوناگونی مختل کند. این عوامل می‌توانند به طور مثال ریشه در روانشناسی انسان داشته باشد که کار کردن با اعداد بزرگ را برای انسان مشکل می‌کند. به همین دلیل، ممکن است مسئولان برای حل این مشکل از روش‌هایی همچون بازتعریف پول استفاده کنند که در این روش واحد جدید، جایگزین واحد قبلی می‌شود که در آن با ثابت کردن واحد قبلی و تبدیل آن به واحد جدید انجام می‌شود. این عمل معمولاً با حذف تعدادی صفر از واحد پول قبلی و تبدیل آن به واحد پول جدید انجام می‌شود.
برخی تغییرات پولی در جهان به واسطه انفجارهای تورمی در جدول زیر نشان داده شده است.
| واحد جدید                                    | = | ×                 | واحد قدیمی         | سال           |
| چهارمین دلار زیمبابوه (ZWL)                  | = | 000 000 000 000 1 | ZWR                | February 2009 |
| سومین دلار زیمبابوه (ZWR)                    | = | 000 000 000 10    | ZWN                | August 2008   |
| دومین دلار زیمبابوه (ZWN)                    | = | 000 1             | ZWD (first dollar) | August 2006   |
| متیکال موزامبیک                              | = | 000 1             | old meticais       | 2006          |
| این جدول تمامی اطلاعات تاریخی را شامل نمی‌شود |   |                   |                    |               |

## روش جایگزین
در سال ۲۰۱۶، پزوی کلمبیا حدود ۳۰۰۰ واحد به ازای هر دلار آمریکا بود و تا اسکناس‌های ۵۰٬۰۰۰ پزویی نیز وجود داشت. به جای بازتعریف واحد پولی، یک طراحی جدید از اسکناس معرفی شد که سه صفر آخر با واژه «میل» (به معنی هزار) جایگزین شده بود که موجب راحتی در استفاده می‌گردید.